# Браудер, Уильям
Уи́льям Фе́ликс (Билл) Бра́удер (англ. William Felix «Bill» Browder; род. 23 апреля 1964, Чикаго) — международный финансист и инвестор. Основатель и генеральный директор инвестиционного фонда Hermitage Capital Management, который в период с 1995 по 2006 годы был одним из крупнейших (по некоторым оценкам — крупнейшим) фондов зарубежных инвестиций, действовавших на российском фондовом рынке.
В 2005 году ему был запрещён въезд в Россию. В 2006 году Браудер прекратил деятельность фонда в России. С 2010 года Браудер возглавляет кампанию по расследованию кражи налога на прибыль, уплаченного фондом в российский бюджет по итогам 2006 года, и поиска убийц юриста фонда Сергея Магнитского, выявившего данную кражу. В июле 2013 года приговором российского суда заочно осуждён к 9 годам колонии общего режима. 29 декабря 2017 года Тверской суд Москвы признал Браудера виновным в неуплате налогов в сумме 4 миллиарда рублей и приговорил его к 9 годам лишения свободы — заочно.
Каждый год с 2007 по, как минимум, 2015 на Давосском экономическом форуме приходит на выступление крупнейшего российского госчиновника, приехавшего на форум, и задаёт ему вопросы о Магнитском.

## Биография
Родился в 1964 году.
- Внук Эрла Браудера, возглавлявшего Компартию США в 1932—1945[6], сын математика Феликса Браудера, племянник Уильяма Браудера[англ.] (1989—1991 президент АМО).
- Бабушка Уильяма Браудера Раиса Беркман, выпускница юридического факультета ЛГУ, работала в советских следственных органах.

Вырос в Чикаго, изучал экономику в Чикагском университете. В 1989 получил степень MBA Стэнфордской школы бизнеса.
- С 1989 по 1996 жил в Лондоне[3]. Получил британское подданство[6][7]. Женат.

Работал в отделе Восточной Европы Boston Consulting Group в Лондоне и заведовал сектором частных инвестиций в России инвестиционного банка Salomon Brothers.
Уильям Браудер работал в качестве сотрудника Роберта Максвелла в период его гибели в 1991 году.

## Hermitage Capital Management
В 1996 году вместе с Эдмоном Сафрой основал фонд Hermitage Capital Management для портфельных инвестиций в российские ценные бумаги. Инвестировал как в компании с государственным участием, так и в полностью частные предприятия. Фонд был известен своей активностью по защите прав миноритарных акционеров Газпрома, Сургутнефтегаза, РАО ЕЭС, Сбербанка и других АО. Сотрудники фонда неоднократно выявляли и предавали гласности случаи коррупции в компаниях, в которые инвестировал фонд. В интервью Нью-Йорк Таймс Уильям Браудер как-то сказал:

Ты должен стать акционером с активной гражданской позицией, если ты не хочешь, чтобы тебя дочиста обокрали.
Оригинальный текст (англ.)You had to become a shareholder activist if you didn’t want everything stolen from you
По словам Уильяма Браудера, «со временем мы стали третьим по величине инвестиционным фондом в России. На пике объём наших вложений был равен четырём с половиной миллиардам долларов».
В своей книге «Red Notice: A True Story…» Браудер говорил, что с момента основания в 1996 году компания имела доходность 1500 процентов.
Член консультативного совета Hudson Institute’s Kleptocracy Initiative.
Уильям Браудер тесно сотрудничал с Эдмондом Сафрой в период, когда тот погиб в Монако в 1999 году.

## Конфликт с российской властью

### Аннулирование визы
По словам Уильяма Браудера, 13 ноября 2005 года он прибыл в VIP зал прилёта в аэропорту Шереметьево-2, откуда его отвели в накопитель на 15 часов. В одиннадцать часов утра Уильяма посадили в самолёт, направляющийся в Лондон. Браудер утверждал, что непосредственным исполнителем решения был человек по имени Виктор Воронин. По мнению редакции журнала «Сноб», Браудер упоминает генерал-майора Виктора Воронина, заместителя главы департамента ФСБ по борьбе с экономическими преступлениями. На запрос посла Великобритании к министру иностранных дел России пришёл ответ, что Браудеру отказано во въезде по 27-й статье федерального закона о въезде и выезде из соображений национальной безопасности.
По мнению Юлии Латыниной, причиной этого было то, что «в 2005 году Уильям Браудер решил заняться структурой собственности „Сургутнефтегаза“» (согласно заявлению Станислава Белковского, конечным бенефициаром этой компании, после разгрома «Юкоса» стал В. В. Путин).

### Обвинение Артёма Кузнецова в попытке компрометации
По словам Уильяма Браудера:

В ответ на заявление [о восстановлении визы] я получил не визу, а телефонный звонок от подполковника Артёма Кузнецова из московской налоговой полиции. Он позвонил моему заместителю и сказал: мол, я понимаю, господин Браудер хотел бы получить визу, мне предстоит написать докладную по этому поводу, и я предлагаю встретиться в неформальной обстановке, чтобы обсудить, что я напишу. С 1996 по 2005 год в России мы успешно избегали такого рода просьб: мы просто никогда не встречались ни в какой неформальной обстановке ни с какими полицейскими, избегали любых двусмысленных ситуаций. Я могу честно сказать, что ни разу не давал взятку… И это отличная политика: если ты не даёшь взяток, их от тебя и не ждут. А в таких ситуациях надо просто отказываться от встречи. Мы ответили, что готовы отвечать на официальные запросы. В девяноста девяти случаях из ста такая реакция срабатывает, и история на этом заканчивается. Но это был тот случай, когда история не закончилась.
— «В России нет государства»: Интервью Уильяма Браудера журналу «Сноб»

### Прекращение деятельности фонда в России
По словам Уильяма Браудера, он не хотел разделить судьбу Ходорковского. Поэтому он попросил всех своих сотрудников переехать в Великобританию, а фонд продал акции в российских компаниях или перевёл их в другие финансовые инструменты летом 2006 года.

### Обвинение ООО «Камея» в неуплате налогов
В начале июня 2007 года в офисах Hermitage Capital и у юристов компании Firestone Duncan сотрудниками МВД РФ были проведены обыски. При этом были изъяты уставные документы и печати ООО «Парфенион», ООО «Махаон», ООО «Рилэнд» и ряда других компаний, посредством которых Hermitage Capital действовал в России. Эти обыски были совершены в рамках уголовного дела № 151231, возбуждённого 2-м отделом СЧ ГСУ при ГУВД по городу Москве 28 мая 2007 года против руководителя ООО «Камея» (ещё одно ООО фонда) И. С. Черкасова по подозрению в уклонении от уплаты налогов на сумму 1,145 млрд рублей. Руководил обысками подполковник милиции Артём Кузнецов. По мнению Браудера, это было попыткой получить контроль над активами фонда, и лишь обнаружив, что все активы распроданы, преступники решили украсть уплаченные фондом налоги.

### ДелоHermitage Capital Managementи гибель Сергея Магнитского
В 2007 году из российского бюджета были похищены 5,4 млрд рублей под видом возврата налога на прибыль ООО «Парфенион», ООО «Махаон» и ООО «Рилэнд». Первыми это преступление обнаружили сотрудники фирмы Firestone Duncan, обслуживавшей юридические интересы инвестиционного фонда, среди которых были Эдуард Хайретдинов, Владимир Пастухов, Джемисон Файерстоун и Сергей Магнитский. Они инициировали следствие по факту хищения бюджетных средств, в рамках которого стал очевиден перечень участников преступления, ныне известный как Список Кардина. Этот список включает 60 сотрудников различных российских органов исполнительной власти, большинство из которых до сих пор служат в различных министерствах и ведомствах Российской Федерации.
В рамках следствия, которое вели юристы фонда, выяснилось, что эта же преступная группировка регулярно организовывала подобные преступления, в результате чего из бюджета России регулярно выводились значительные суммы. 24 ноября 2008 года Сергей Магнитский был арестован по обвинению в помощи Уильяму Браудеру в уклонении от уплаты налогов. Спустя 11 месяцев предварительного заключения Сергей скончался в больнице Следственного изолятора № 1 Москвы. Инициаторами его ареста и следователями по его делу были сотрудники МВД РФ, участвовавшие в расследованном Сергеем и его коллегами хищении.

### Международная реакция
23 июня 2009 года Б. Браудер изложил обстоятельства дела Hermitage Capital в Хельсинкской комиссии Сената и Конгресса США. В апреле 2010 года сенатор США Бен Кардин составил список из 60 чиновников МВД России, причастных к коррупционному скандалу и смерти С. Л. Магнитского. На основании законодательства о противодействии коррупции, сенатор обратился с заявлением к Госсекретарю США о запрете указанным лицам, а также членам их семей, въезда на территорию США. 14 декабря 2012, после того, как предложение Кардина было поддержано Сенатом и Конгрессом США, Президент США Б. Обама подписал закон, который вводит санкции в отношении любых российских граждан, предположительно причастных к смерти Сергея Магнитского: визовые ограничения на въезд в США и санкции в отношении их финансовых активов в банках США. Сегодня этот закон известен как «Закон Магнитского». В феврале 2013 года во Франции началась кампания за составление чёрных списков виновных и причастных к смерти Магнитского. 12 апреля 2013 года министерство финансов США официально опубликовало персональный состав списка, в который вошли 18 человек. В дальнейшем список дважды расширялся.

### Иски Карпова о клевете
В июле 2010 следователь следственного комитета при МВД РФ Павел Карпов подал заявление в Генпрокуратуру РФ, в котором обвинил Уильяма Браудера и Джемисона Файерстоуна в клевете на него и заведомо ложном доносе. Карпов заявил, что не имеет отношения к гибели Магнитского, а в краже из бюджета обвинил самого Браудера. В январе 2013 года Павел Карпов подал иск в Высокий суд Лондона, обвинив Браудера в клевете и диффамации. Адвокаты Браудера призвали Высокий суд отказаться от рассмотрения данного дела, называя предъявленный иск явно необоснованным и говоря о том, что рассматриваться он должен не в Великобритании. Судья отказался рассматривать это дело.

### Обвинения Браудера в неуплате налогов
11 июля 2013 Тверской районный суд города Москвы признал Браудера виновным в уклонении от уплаты налогов по незаконной схеме и заочно приговорил его к 9 годам колонии общего режима с лишением права заниматься предпринимательской деятельностью на территории России сроком на 3 года. Согласно тексту обвинительного приговора, Браудер в период с 1999 по 2004 годы противозаконно приобрёл более 131 млн акций ОАО «Газпром» по внутрирыночной цене на общую сумму более 2 млрд руб. В тот период, согласно российскому законодательству, иностранные граждане (налоговые нерезиденты) были обязаны получать разрешение Федеральной комиссии по рынку ценных бумаг и правительства РФ на приобретение акций российских эмитентов или покупать американские депозитарные расписки на зарубежных фондовых биржах, где их цена была значительно выше. Для проведения сделок Браудер, по данным судебного следствия, учредил ряд юридических лиц на территории Республики Калмыкия. Затем Браудер и несколько неустановленных лиц открыли счета в депозитарном центре Газпромбанка и от имени аффилированных компаний подали заявку на приобретение акций Газпрома, не раскрывая факт почти 100-процентного участия иностранного капитала в их уставном фонде. Тем же постановлением от 11 июля 2013 суд отказал в реабилитации Сергея Магнитского.
29 декабря 2017 года Тверской суд приговорил заочно Браудера к 9 годам заключения за неуплату налогов.

### Обращения российских правоохранительных органов в Интерпол
- В апреле 2013 года российское бюро Интерпола передало в Генеральный секретариат документы на установление местонахождения Браудера[34][35].
- 24 мая 2013 года генеральный секретариат Интерпола сообщил, что считает запрос России в отношении Браудера политически мотивированным и удалил всю информацию о нём из своих архивов[34].
- 26 июля 2013 года, несмотря на майское решение комиссии Интерпола, российское бюро отправило запрос об объявлении Браудера в международный розыск[35]. Интерпол немедленно отклонил запрос России, напомнив, что ранее уже признал это дело политическим[35].
- 27 июля МВД России потребовало разъяснений по поводу решения Интерпола[36]. По информации неназванного источника, в МВД России поступило письмо от руководителя центрального бюро Интерпола с предложением встречи для переговоров по делу Браудера[37].
- 22 октября 2017 года Россия в одностороннем порядке поместила Уильяма Браудера в список розыска Интерпола[38].
- 30 мая 2018 года сообщил в своём Твиттере, что был задержан испанской полицией в Мадриде по запросу России в Интерпол[39][40].
- 30 мая 2018 года Интерпол в своём Твиттере сообщил, что международный ордер на арест Браудера не существует и не существовал, а он сам не разыскивается по каналам Интерпола.

## Политические взгляды
В 2019 году подписал «Открытое письмо против политических репрессий в России».

## Награды
- Рыцарь-командор ордена Святых Михаила и Георгия (2024 год)[42].

## Труды
- Bill Browder. Red Notice: A True Story of High Finance, Murder, and One Man's Fight for Justice. — Simon & Schuster, 2015. — 416 p. — ISBN 147675571X, 978-1476755717.
  - Авторизованный перевод: Билл Браудер. Красный  циркуляр.  Правдивая  история  о  больших  деньгах, убийстве, борьбе за справедливость и о том, как я стал личным  врагом  Путина. — Киев: Лаурус, 2015. — 398 с. — ISBN 978-966-2449-49-5. Архивировано 19 декабря 2016 года.
- Билл Браудер. В поисках правосудия: Арест активов: Правдивая история о грязных деньгах и путях их отмывания, убийстве и борьбе с Путиным = Freezing Order: A True Story of Money Laundering, Murder and Surviving Vladimir Putins Wrath / Перевод с английского Ивана Черкасова. — Киев: Лаурус, 2022. — 416 с. — ISBN 978-617-8209-03-2.